# Halina Żakowa
Halina Żakowa z domu Boruszak (ur. 19 lipca 1927 w Katowicach, zm. 19 czerwca 1996 w Kielcach) – polska paleontolog i geolog, profesor.

## Życiorys
Halina Żakowa ukończyła szkołę podstawową w Chorzowie w 1941 roku, a następnie dwuletnią prywatną szkołę handlową w Krakowie w 1943 roku. Dalsze kształcenie, na poziomie szkoły średniej odbywała na tajnych kompletach. Po zakończeniu II wojny światowej ukończyła Miejskie Liceum Ogólnokształcące w Chorzowie. W 1947 roku rozpoczęła studia Wydziale Lekarskim Uniwersytetu Wrocławskiego, by po roku nauki przenieść się na Wydział Nauk Przyrodniczych tej samej uczelni. Studia ukończyła w 1951 roku, uzyskują tytuł magistra filozofii w zakresie geologii.

Równolegle Halina Żakowa kształciła się muzycznie: jeszcze w latach wojny uczęszczała do konspiracyjnej Państwowej Szkoły Muzycznej, gdzie zdała egzamin w klasie fortepianu u prof. Zbigniewa Drzewieckiego. Po wojnie uczyła się w średnich szkołach muzycznych w Chorzowie i Wrocławiu; drugą z tych placówek ukończyła w 1949 roku.

Głównie zainteresowania Haliny Żakowej skupiały się wokół paleontologii. Jeszcze podczas studiów, w 1950 roku, podjęła pracę w organizowanej dolnośląskiej placówce Państwowego Instytutu Geologicznego. Prowadziła badania nad morską fauną kopalną Dolnego Śląska (m.in. okolice Witkowa, Marciszowa, Wałbrzycha i Jugowa). Wyniki swoich badań opublikowała i przedłożyła jako rozprawę doktorską, który to stopień naukowy uzyskała w 1959 roku.

Jeszcze przed uzyskaniem stopnia doktora, w 1955 roku została służbowo przeniesiona do Kielc, do Świętokrzyskiej Stacji Terenowej Instytutu (przekształconej następnie w Oddział Świętokrzyski). Tu prowadziła badania nad osadami karbońskimi oraz pochodzącą z tego okresu fauną kopalną na terenie Gór Świętokrzyskich. Efektem tych prac była uzyskana w 1970 roku habilitacja oraz powołanie w 1973 roku na stanowisko docenta w Instytucie Geologicznym.

W latach 1964–1990 Halina Żakowa kierowała Pracownią Stratygrafii Oddziału Świętokrzyskiego Instytutu, uczestnicząc w badaniach geologicznych, prowadzonych przez PIG oraz Górnictwo Naftowe. W 1964 roku zorganizowała w kieleckiej siedzibie Instytutu muzeum geologiczne. Od 1974 roku była członkiem Komisji Nauk Geologicznych PAN Oddział w Krakowie. W latach 1976–1980 wykładała paleontologię na Wydziale Nauk o Ziemi Uniwersytetu Śląskiego. Była uczestniczką i organizatorka licznych krajowych i międzynarodowych kongresów oraz konferencji poświęconych stratygrafii karbonu i permu. W 1981 roku uzyskała tytuł profesora nadzwyczajnego nauk przyrodniczych. W 1987 roku prowadziła badania w Algierii. Była członkinią Polskiego Towarzystwa Geologicznego (od 1951 roku), Kieleckiego Towarzystwa Naukowego (od 1958 roku) oraz niemieckiego Palaeontologische Gesellschaft. Na emeryturę przeszła w 1995 roku.

Halina Żakowa była autorką ponad 140 prac z tematu geologii i paleontologii, z czego 24 stanowiły monografie i rozprawy. Za swą działalność została odznaczona Krzyżem Kawalerskim Orderu Odrodzenia Polski oraz odznakami: Zasłużony Działacz Kultury, Zasłużony dla polskiej geologii oraz Za Zasługi dla Kielcczyzny.

## Życie prywatne
Halina Żakowa zawarła w 1950 roku związek małżeński z Czesławem Żakiem – również geologiem, późniejszym kierownikiem Oddziału Świętokrzyskiego Instytutu. Małżeństwo miało dwóch synów: Marka (ur. 1951) oraz Michała (ur. 1962).